# Carnival Vol. II: Memoirs of an Immigrant
Carnival Vol. II: Memoirs of an Immigrant è il sesto album in studio del rapper haitiano Wyclef Jean, pubblicato nel 2007.

## Tracce
1. Intro – 0:26
2. Riot (feat. Serj Tankian & Sizzla) – 5:15
3. Sweetest Girl (Dollar Bill) (feat. Akon, Lil Wayne & Niia) – 3:59
4. Welcome to the East (feat. Sizzla) – 4:18
5. Slow Down (feat. T.I.) – 5:17
6. King & Queen (feat. Shakira) – 3:23
7. Fast Car (feat. Paul Simon) – 4:03
8. What About The Baby (Mary J. Blige) – 3:36
9. Hollywood Meets Bollywood (Immigration) (feat. Chamillionaire & Aadesh Shrivastava) – 4:52
10. Any Other Day (feat. Norah Jones) – 4:11
11. Heaven’s In New York – 4:47
12. Selena (feat. Melissa Jiménez) – 4:04
13. Touch Your Button Carnival Jam (feat. will.i.am, Melissa Jiménez, Machel Montano, Daniela Mercury, Black Alex, Shabba & Djakout Mizik) – 13:29
14. Outro – 0:23